# Sesamia celebensis
Sesamia celebensis är en fjärilsart som beskrevs av Walter Karl Johann Roepke 1938. Sesamia celebensis ingår i släktet Sesamia och familjen nattflyn. Inga underarter finns listade i Catalogue of Life.